# Warren Simpson
Warren Simpson (zm. 1980) - snookerzysta australijski.
Był mistrzem Australii w 1953, 1954 i 1957, przegrywał w finale mistrzostw kraju w 1956 i 1958. W 1968 na krótko przerwał wieloletnią dominację w krajowych imprezach zawodowego mistrza Australii, Eddie Charltona.
Jedno ze swoich najcenniejszych zwycięstw również odniósł nad Charltonem; pokonał go w półfinale mistrzostw świata rozgrywanych w Australii w 1970 (w sezonie 1970/1971); nie sprostał jednak w finale Anglikowi Johnowi Spencerowi, przegrywając 29:37.